# Pedro Ultreras
Pedro Ultreras (19 de mayo de 1969) es un periodista, cineasta, escritor y fotógrafo mexicano enfocado en temas sociales y de derechos humanos. 7 Soles (2008), La Bestia (2010) y ABC Nunca Más (2012) han sido sus últimos proyectos como director y escritor de cine. En sus más de veinte años de carrera ha sido nominado tres veces a los premios Emmy. Actualmente trabaja como corresponsal nacional para Univision y CNN en Español.

## Biografía
Nacido en Durango, México, en 1969, Ultreras dejó su país a los 20 años en búsqueda de mejores oportunidades en Estados Unidos; a lo largo de su carrera se ha desempeñado profesionalmente en California, Texas, Arizona, Florida, Illinois y actualmente radica en la ciudad de Nueva York.
Inició su carrera en los medios de comunicación como reportero y camarógrafo con un canal de televisión afiliado a Univision (KSMS Canal 67). También ha trabajado para Telemundo, ABC, CBS, CNN y Univision. Pedro Ultreras lleva desde 1990 trabajando en los medios de comunicación en Estados Unidos y ha cubierto noticias en Oriente Medio, Europa, América Latina, África y Asia Central, lo cual le ha hecho merecedor de múltiples reconocimientos entre ellos tres nominaciones a los Premios Emmy.
Su interés por extender su trabajo como comunicador social, lo llevó a la Ciudad de Nueva York a finales de 2005 a estudiar cinematografía en la Academia de Cine de Nueva York (NYFA por sus siglas en inglés).
Pedro es un periodista reconocido por su sensibilidad para investigar y reportar sobre temas sociales. Recientemente llamó la atención nacional al recorrer México con cientos de migrantes centroamericanos arriba del tren de carga que llaman 'La Bestia' o El tren de la muerte 

### Filmografía

#### 7 soles (2008)
Su comienzo como cineasta inicia al escribir y dirigir la película "7 soles" en el 2008; película que aborda el tema del tráfico de personas entre México y Estados Unidos a través del desierto de Arizona. También publicó el libro de la película bajo el mismo título. La película 7 Soles fue selección oficial en diez festivales internacionales y fue exhibida en salas de cine.
Festivales de cine en donde participó 7 Soles:
- Selección Oficial / Territorio Latino, Málaga, España
- Selección Oficial / Frontera Film Fest., Juárez, México
- Selección Oficial / Festival Internacional de Cine de Shanghái, China
- Selección Oficial /Festival Internacional de Cine Latino de Nueva York.
- Selección oficial / Festival Internacional de Cine de Ourense, España.
- Selección Oficial / Festival Internacional de Cine de Tiburón. San Francisco, California.
- Presentación Especial / Festival de Cine de Zacatecas.
- Presentación Especial / Festival Cultural Revueltas. Durango, México.

#### La Bestia (2010)
En el 2010 realizó el documental La Bestia sobre la tragedia de migrantes centroamericanos en México, y publicó el libro bajo el mismo título. La Bestia es un documental que muestra el sufrimiento que viven los migrantes centraoamericanos cuando intentan cruzar México para llegar a Estados Unidos de manera ilegal.

#### ABC Nunca Más (2012)
Su más reciente trabajo como cineasta es el documental ABC Nunca Más, realizada en el 2012, acerca del incendio en la Guardería ABC en Hermosillo, Sonora donde fallecieron 49 niños. El documental se estrenó mundialmente en el Festival Internacional de Manhattan en noviembre de 2012, el cual recibió un reconocimiento por la organización internacional THE MOUNT HOPE PROJECT por la difusión de justicia social.